# Stylidium adnatum
Stylidium adnatum är en tvåhjärtbladig växtart som beskrevs av Robert Brown. Stylidium adnatum ingår i släktet Stylidium och familjen Stylidiaceae. Utöver nominatformen finns också underarten S. a. propinquum.

## Bildgalleri

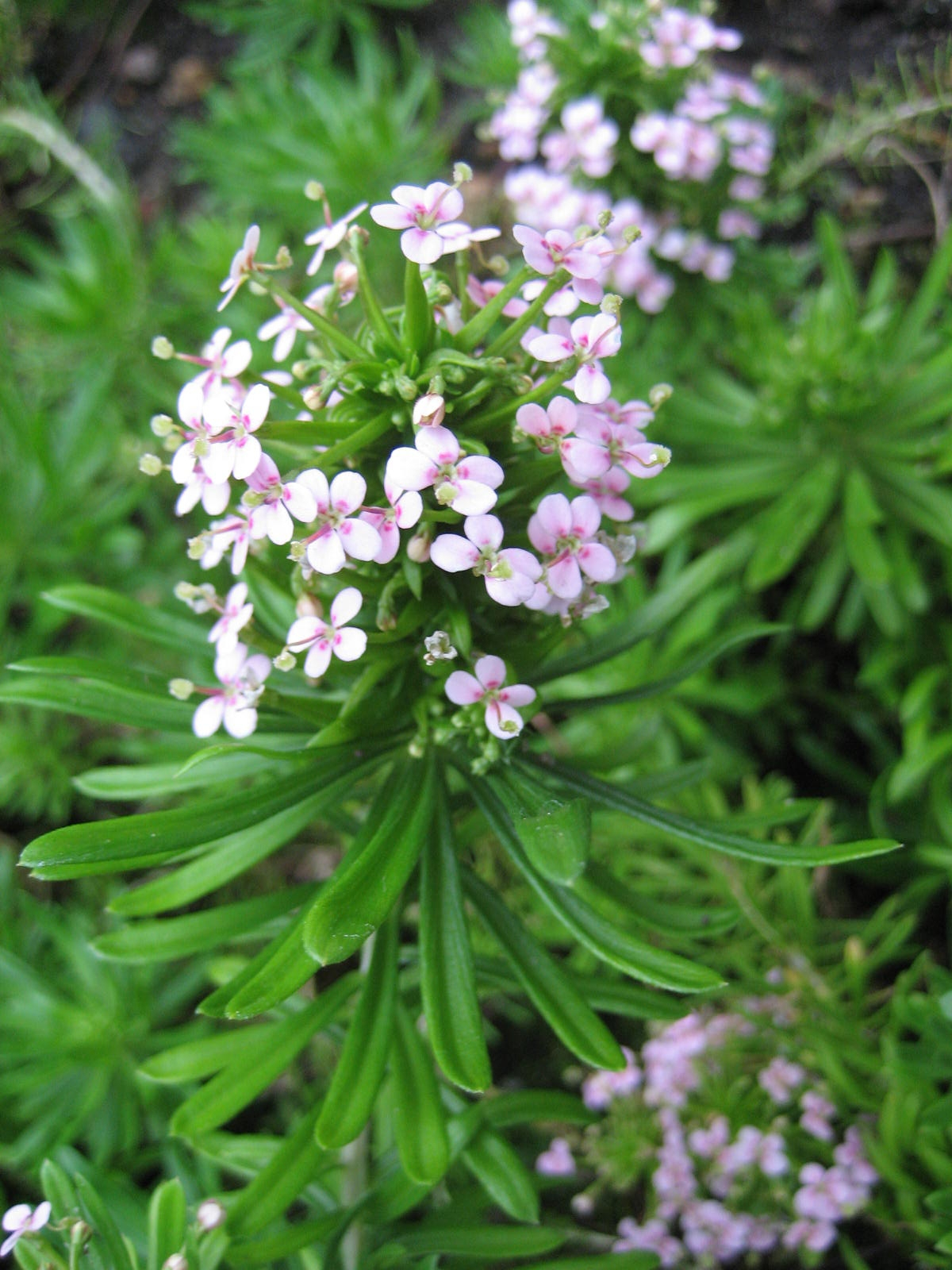